# Helmut Lubowski

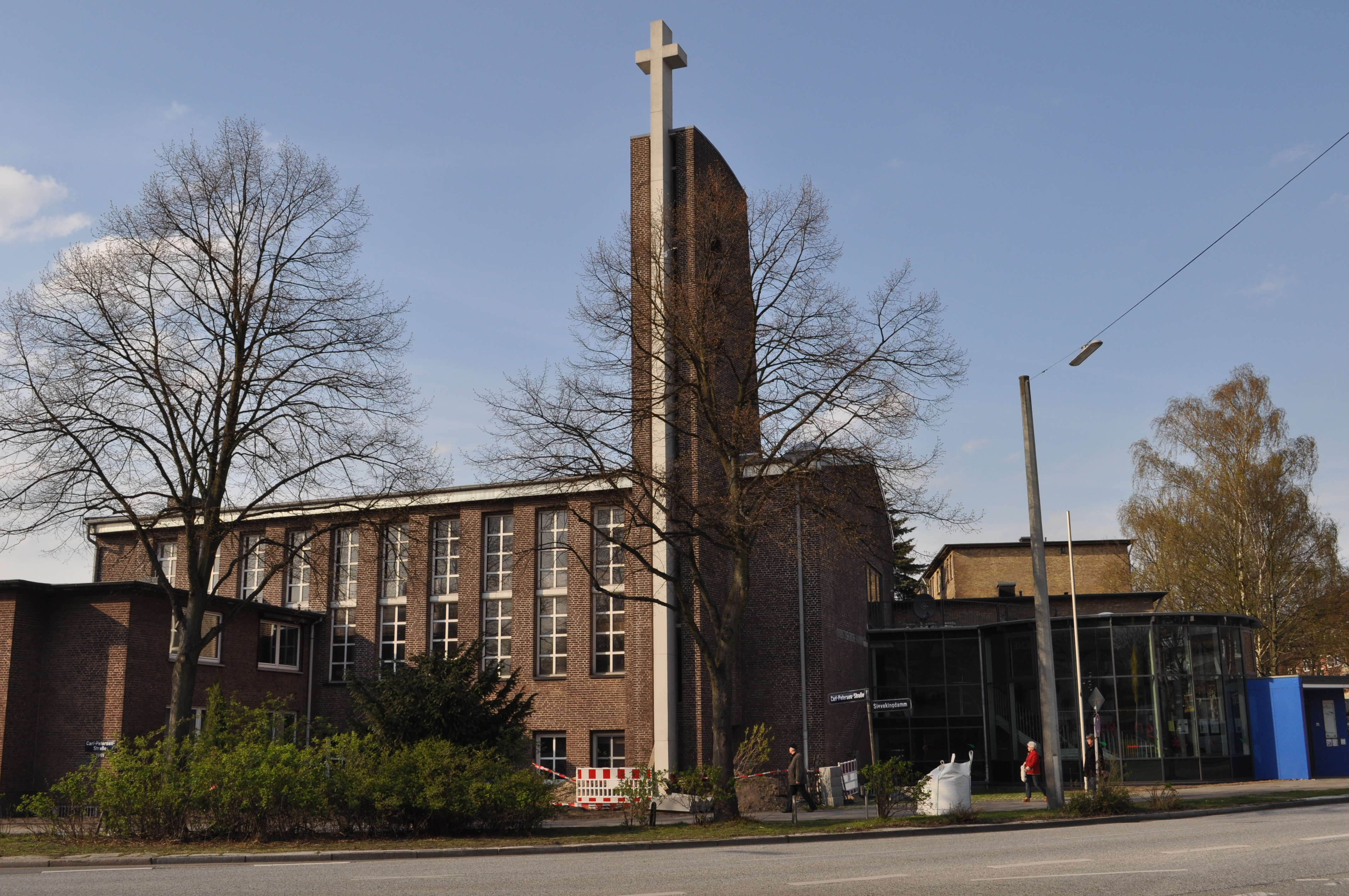
Christuskirche in Hamburg-Hamm

Helmut Lubowski, auch Hellmuth Lubowski (* 10. März 1903 in Kattowitz; † 7. Juli 1986 in Hamburg), war ein deutscher Architekt.
Er war hauptsächlich in Hamburg tätig.

## Leben
Lubowski studierte an der Staatlichen Akademie für Kunst und Kunstgewerbe Breslau und war hier Schüler von Adolf Rading. Er ging nach Hamburg, wo er Mitarbeiter bei Karl Schneider wurde, bevor er sich selbständig machte. Vor 1933 schuf er Bauten im Stil der weißen Moderne. Nach dem Ende des Zweiten Weltkriegs war er an verschiedenen öffentlichen und privaten Wiederaufbau-Projekten in Hamburg beteiligt.

## Werke
- 1931 Wohnhaus in Blankenese[2]
- 1950 Denkmalgeschütztes Wohngebäude Brahmsallee 62, Hamburg (zusammen mit Sammy Engel und Gerhard Abel)[3]
- (vereinfachter) Wiederaufbau der Repräsentations- und Publikumsräume des Gebäudes der Deutschen Bank in Hamburg[4]
- 1956–1958 Christuskirche in Hamburg-Hamm[5], denkmalgeschütztes Ensemble mit Pastorat und Gemeindehaus[6]
- Schule Tornquiststraße, Hamburg-Eimsbüttel[7]
- 1964/65: Wohn- und Geschäftshaus Fruchtallee 136, Hamburg-Eimsbüttel (Lubowski & Rüge)

## Veröffentlichungen
- Wohnhaus einer Dame in Blankenese. In: Moderne Bauformen (1931), S. 557 ISSN 0931-4806